# 指揮艦
指揮艦（しきかん、Command ship）とは艦隊司令官とそのスタッフが座乗して「旗艦」として艦隊の指揮を執るための軍艦のことである。
世界の海軍の中で専門の艦種として指揮艦を持つ国は少なく、アメリカ以外ではデンマークのアブサロン級多目的支援艦や台湾の高雄級揚陸指揮艦などに限られている。

## アメリカ海軍の指揮艦
アメリカ海軍での「指揮艦」という区分の艦種は、第二次世界大戦時に揚陸作戦の指揮統率の為に既存の水上機母艦から改装して作られた　AGF-1　ヴァルカー（USS Valcour，水上機母艦時代の艦番号は　AVP-55）を端緒とする。
洋上艦隊の司令部としての機能を担うため、個艦防衛のための簡略な武装を除いては兵装を持たず、各種多重な情報通信機能と情報分析支援機能（C4Iシステム）、事務・会議スペース、艦隊司令官と参謀の居住空間、そしてヘリコプター甲板による空からの移送能力を提供する。
当初はドック型輸送揚陸艦（amphibious transport dock, landing platform dock, LPD）として建造された後に指揮艦として改装が施された艦も2隻が在籍していたが、ラサール（USS La Salle AGF-3）は2005年3月に、コロナド（USS Coronado AGF-11）は2006年9月にそれぞれ退役した。
2018年現在、アメリカ海軍は最初から指揮艦として設計・建造されたブルーリッジ級（Blue Ridge class command ship）のネームシップ ブルー・リッジ（USS Blue Ridge LCC-19）とその2番艦のマウント・ホイットニー（USS Mount Whitney LCC-20）の2艦を運用している。